# فلورنس، ایندیانا
فلورنس (به انگلیسی: Florence) یک منطقهٔ مسکونی در ایالات متحده آمریکا است که در ایندیانا واقع شده‌است. فلورنس ۱۴۵ متر بالاتر از سطح دریا واقع شده‌است.